# Ludmierzyce (przystanek kolejowy)
Nasiedle – nieczynny przystanek kolejowy w Ludmierzycach, w województwie opolskim, w Polsce.